# Boeng Thum
Boeng Thum es una comuna (khum) del distrito de Engk Snuol, en la provincia de Kandal, Camboya. En marzo de 2008 tenía una población estimada de 7312 habitantes.
Se encuentra ubicada al sur del país, en la llanura central camboyana, a escasa distancia del río Mekong, de Nom Pen —la capital del país— y de la frontera con Vietnam.